# Télé Match
Télé Match est un jeu télévisé français créé par André Gillois, Pierre Bellemare et Jacques Antoine, diffusé du 25 octobre 1954  au 8 juin 1961 sur RTF Télévision.
Animé par Pierre Bellemare et Roger Couderc, il s'agit de l'un des premiers jeux télévisés de la télévision française. L'une de ses séquences, La Tête et les Jambes, est devenue une émission à part entière à partir de 1960.